# 스턴트맨 (1980년 영화)
스턴트맨(The Stunt Man)은 미국에서 제작된 리차드 러쉬 감독의 1980년 액션, 컬트, 드라마 영화이다. 피터 오툴 등이 주연으로 출연하였고 리차드 러쉬 등이 제작에 참여하였다.

## 출연

### 주연
- 피터 오툴
- 스티브 레일즈백
- 바바라 허쉬

### 조연
- 앨런 가필드
- 알렉스 로코
- 샤론 패럴
- 애덤 로아크
- 필립 브런즈
- 찰스 베일

## 제작진
- 협력프로듀서: 폴 루이스
- 의상: 로잔나 노턴